# Сигалл, Тай
Тай Гарретт Сигалл (англ. Ty Garrett Segall; род. 8 июня 1987) — американский музыкант и автор песен. Сигалл поёт, играет на гитаре и ударных. Он выпустил четыре сольных альбома и является участником коллективов The Traditional Fools, Epsilons, Party Fowl, Fuzz, Sic Alps, The Perverts и Ty Segall Band. Сигалл записывает гаражный рок, и его часто сравнивают с Джеем Ритардом.

## Карьера
До того как начать сольную карьеру в 2008 году, Сигалл выступал в качестве временного музыканта в различных андеграундных группах из округа Ориндж и Области залива Сан-Франциско. Его первым релизом была кассета Horn the Unicorn, изданная лейблом Wizard Mountain (позднее переиздана на виниле компанией HBSP-2X). Примерно в то же время Wizard Mountain выпустил сплит-альбом Сигалла и группы Superstitions под названием Halfnonagon. В том же году на Castle Face Records вышел второй альбом Сигалла, названный просто Ty Segall. За ним последовал ряд 7-дюймовых синглов, выпущенных ограниченным тиражом, и ещё одна сплит-пластинка, на этот раз с коллективом Black Time.
После выхода следующих двух дисков Lemons (2008) и Melted (2009) Сигалл сочиняет более спокойную музыку, вдохновляясь классическим роком, в частности песнями Нила Янга и Джона Леннона; эти записи вошли в альбом Goodbye Bread, выпущенного чикагским лейблом Drag City в 2011 году.
2012 год был весьма плодотворным для музыканта: помимо сольного альбома Twins, он записал пластинку Slaughterhouse со своей гастрольной группой (под именем Ty Segall Band) и совместную работу с Тимом Пресли (White Fence) под названием Hair. На гастролях его сопровождают такие группы, как Thee Oh Sees и Ex-Cult. 16 октября 2012 года состоялось дебютное выступление Сигалла на национальном телевидении в ток-шоу Conan.

## Дискография

### Студийные альбомы
- Horn the Unicorn (2008)
- Ty Segall (2008)
- Lemons (2009)
- Melted (2010)
- Goodbye Bread (2011)
- Slaughterhouse (2012) (as Ty Segall Band)
- Twins (2012)
- Sleeper (2013)
- Manipulator (2014)
- Emotional Mugger (2016)
- Ty Segall (2017)
- Freedom's Goblin (2018)
- She's a Beam (2020) (single) - with Cory Hanson
- First Taste (2019)
- Harmonizer (2021)
- Hello, Hi (2022)
- Three Bells (2024)
- Love Rudiments (2024)

### Концертные альбомы
- Live in Aisle Five (2011)